# クライストチャーチモスク銃乱射事件
クライストチャーチモスク銃乱射事件（クライストチャーチモスクじゅうらんしゃじけん、英語: Christchurch mosque shootings）とは、現地時間2019年3月15日13時40分にニュージーランドのクライストチャーチにある2つのモスクで発生した銃乱射事件。

## 概要
イスラム教礼拝日である金曜午後に、ニュージーランド南島の都市クライストチャーチのアルノール（マスジドゥンヌール）・モスクおよびリンウッド通り (Linwood Avenue) にあるモスクが連続して襲撃され、51人が死亡（うち2人は病院で死亡、1人は後に現場で発見）。49人が負傷し、病院で手当てを受けた。28才のオーストラリア国籍のブレントン・タラント (Brenton Tarrant) が同日に逮捕された。本事件は、現代ニュージーランド史最悪の犯罪事件となった。
犯人はまず13時40分からアルノール・モスクを襲撃し、その模様をFacebook Liveで16分間配信しつつ、41人を射殺した。のちに警察は付近の車から2個の爆弾を発見したが、爆発には至らず処理した。
その後約5キロメートル離れたリンウッドのモスクを襲撃した。ここでは7人が射殺された。

## 容疑者
タラントはさらなる襲撃を図っていたところを逮捕された。
タラントは2016年、2017年にヨーロッパで起きたイスラム教徒によるテロリズムに執着するようになり、2年前から襲撃を計画し、襲撃目標を3か月前に選んでいた。
タラントの主張では、「イスラムから国を守る必要がある」と移民受け入れを批判していた人物であり、ヨーロッパ中の国々を旅し、ボスニア、モンテネグロ、クロアチア、セルビアのバルカン半島を含むヨーロッパ中を旅し、キリスト教徒とイスラム教徒の間の歴史的な戦いを象徴する場所を訪れたとしている。
また、銃乱射をライブ・ストリーミングしている時、彼の車のスピーカーから流れてきたのはセルビアの愛国的な歌だったという。また、犯行時に着用していたジャケットにウクライナの白人至上主義の極右組織とされるアゾフ大隊が一般的に使用するシンボルとよく似たモチーフが描かれており、その関与が疑われている。
2019年10月に初当選してから数ヶ月の新人議員の米国民主党マックス・ローズ下院議員が、マイク・ポンペオ国務長官に送った公開書簡の中で、アゾフ大隊をはじめとする複数の極右組織をテロ団体として認定することを要望した。書簡には「犯人のマニフェストで、射手は彼がウクライナのアゾフ大隊で訓練したと認めた」と記されていたが、犯人のマニフェストにはアゾフ大隊などの極右団体に直接言及する記述はなく、誤った情報であった。1970年に創刊され、世界情勢、時事問題、国内外の政策に焦点をあてている、アメリカ合衆国のニュース誌フォーリン・ポリシーでは、数週間に及んだフランスやバルカン半島諸国の滞在とは異なり、2017年のヨーロッパ旅行中にウクライナを通過したものの殆ど滞在しておらず、この主張は事実ではないとしており、アゾフ大隊との接触があったかどうかの確認は現在までとれていない 。
またタラント容疑者は、ヨーロッパで広がる白人至上主義ネットワークアイデンティタリアン運動の代表者に1500ユーロ寄付していたことが同組織の金融犯罪捜査の際に明らかになっており、欧州の極右勢力に共鳴して犯行に及んだ可能性が高く、犯行そのものを単独で行っていたとしても、孤立無援だったとはいえないとしている。同団体のマルティン・ゼルナーは容疑者との関与を否定し、寄付金は慈善団体に寄付するとしている。
一方、タラントは本人は、事件直前に交流サイト (SNS) に投稿した文書で同容疑者自身が明かした内容としては、事件の直接のきっかけとして、2017年4～5月の欧州旅行を挙げた。今回のモスク襲撃は、ISによる2017年ストックホルムトラックテロ事件で亡くなった少女に対する復讐であるとしている。また「フランスの町で目撃した移民が多くいる光景が最後の一押しとなった」と記していた。
移民を「侵略者」と表現し「フランスのどの町にも侵略者がいた」と反感を表明していた。
数週間に渡って滞在したフランスでは大統領選の最中で、極右FN（現RN）のマリーヌ・ル・ペン党首が決選投票でエマニュエル・マクロン現大統領に敗北したことについて、「選挙でナショナリストに準ずる候補が勝利すれば、政治的解決が可能であることの証左に証拠になっただろうが、それが実現しなかったことに失望した｣と記している。また、犯行に先立ち、「グレート・リプレースメント」（総入れ替え）なる宣言書をネット上で公開し、「白人は非白人による侵略を許さず、非白人が白人に取って代わることを阻止する」と白人至上主義を表明していたが、
この「グレート・リプレースメント」（総入れ替え）という一種の陰謀論は、フランスの作家ルノー・カミュ氏が発信源で（フランス語では「グラン・ランプラスマン」）、欧州外からの移民の波により欧州の住民が非白人に入れ替わってしまうという人種交代論に、キリスト教文化がイスラム文化に入れ替わってしまうという文化交代論が組み合わされていることなどから、フランスのメディアなどでは犯人がフランスでの滞在で犯人が犯行を決意したのではないかとする声もある。
専門家は、クライストチャーチが極右白人至上主義の温床になっており、クライストチャーチの同志と連絡を取っていた可能性を指摘している。

### マニフェスト
逮捕されたブレントン・タラントはテロ攻撃直前に73ページにも及ぶ自身の考えを書き連ねたマニフェストを発表し、自身を社会主義者、国家社会主義者であるとし、政治的・社会的に最も思想価値の近い国は中華人民共和国だと書いた。タラントは「百万人のイスラム教徒を消滅させた」として中国共産党政権の新疆ウイグル自治区における強制収容所を肯定した。このほかに保守主義は「偽装された協調性」であり、支持しないとしている。カナダのメディア・ライフサイトニュースによれば、容疑者は発表文書のなかで、限りある地球環境の保護のために人口増加を制御する必要があると主張している。また、タラント容疑者は人種や民族、国籍で攻撃対象を考えておらず、ただ「侵略者である移民」除去を目的としていたという。このため、タラント容疑者は、ほかの多数の媒体が伝える「白人至上主義」「極右」などには当てはまらないのではないか、と同メディアは指摘する。
タラントは、事件予告の録画が残され、その後襲撃の生配信が行われたフェイスブックページのアドレスと"The Great Replacement"と題したマニフェストへのリンクを、襲撃の直前に匿名画像掲示板の「8chan」に投稿した。このマニフェストでは、彼がかつて共産主義者、無政府主義者、新自由主義者であったが、後に人種主義者となり地球温暖化に関心を持つエコファシストになったと語る。ナチであることは否定しながらも、ネオナチのシンボルを数多く使用している。移民排除を何度も語り、ロマ、インド人、トルコ人、セム人らが自国を侵略していると言って排除を訴え、インド、中国、トルコからの侵略を警告する。
特にイスラム教徒によるヨーロッパ人の殺害と奴隷化に対する復讐を語る。銃と弾倉はイスラム教徒と非イスラム教徒の戦いを語る白い文字の文章で飾られていた。

## 銃規制問題
事件によりニュージーランドの銃規制が見直されている。隣国で文化的にも類似のオーストラリアと比べても軍用のセミオート銃の入手が容易である点が問題とされている 。ニュージーランドはアメリカに次いで銃規制が緩やかであり、個人所有の銃の96％が登録されておらず、銃器入手の容易さが犯行を可能にした 。ニュージーランド首相ジャシンダ・アーダーンは銃規制法を改正することを明言。同年3月21日、半自動小銃とアサルトライフルの販売を禁止し、バンプストックおよび大容量弾倉も禁止し、市場にすでに出回っているこれらの武器を政府が買い上げ、禁止法施行後は所有も禁じると発表した。

## 判決
2020年8月27日、ブレントン・タラント被告は「仮釈放なしの終身刑」の判決を受けた。仮釈放なしの終身刑は、ニュージーランドでは最も重い刑罰である。被告は51人の殺人、40人の殺人未遂、1件のテロ行為の罪を認め、求刑に異論はないと述べていた。
また、犯人がライブ配信していた動画をインターネット上で拡散したフィリップ・ネビル・アープス被告に、禁錮1年9カ月の刑を言い渡した。被告は裁判で、ネット上で有害な情報を拡散した罪について有罪を認めている。実行犯のタラント被告は犯行当日、現場の動画をライブ配信し、アープス被告はこの動画を約30人に転送したとされる。
当局は事件の直後、この動画を有害情報と指定していた。同国の法律では、こうした情報を別の人物に伝えた場合、最大で禁錮14年の刑を科される可能性がある。同被告が所有する断熱材の会社は、タラント被告の犯行声明に描かれていたのと同じナチスドイツのシンボルをロゴに使っている。アープス被告は2016年にも、事件のあったヌール・モスクに切り落とした豚の頭部を置いて攻撃的行為の罪に問われ、有罪判決を受けている。この事件をめぐっては、ほかに18歳と16歳の2人が動画を拡散した罪で起訴されている。